# Parco nazionale di Retezat
Il parco nazionale di Retezat (in romeno Parcul naţional Retezat) è un'area naturale protetta che si trova nella Romania centrale. Istituito nel 1935, prende il nome da una catena montuosa delle Alpi Transilvaniche.

## Fauna
Retezat è un ottimo luogo per osservare i 2 più grandi predatori d'Europa: l'orso bruno e il lupo. I 2 animali (soprattutto il lupo) trovano infatti una cacciagione varia e abbondante: cervi nobili, caprioli e cinghiali sono le prede più numerose, ma ci sono anche conigli selvatici, lepri, vari roditori (dai topi ai castori), anatidi (anatre), ricci, talpe e molti altri animali erbivori di piccoli dimensioni, insieme a piccoli carnivori come volpi rosse, gatti selvatici, martore, ermellini, puzzole, faine, visoni, donnole, genette, linci comuni, falchi pellegrini e poiane.